# Liacarus altaicus
Liacarus altaicus är en kvalsterart som först beskrevs av Krivolutsky 1974.  Liacarus altaicus ingår i släktet Liacarus och familjen Liacaridae. Inga underarter finns listade i Catalogue of Life.